# Peter Broggs
Peter Broggs (* 1954 im Hanover Parish; † 19. Dezember 2015) war ein jamaikanischer Reggaemusiker. Er war in Jamaika und in der internationalen Reggaeszene ein bekannter und sehr geschätzter Künstler seines Fachs.
Broggs erlitt am 27. August 2004 einen Schlaganfall und konnte seither die rechte Hälfte seines Körpers sehr schlecht bewegen und dazu kaum sprechen. Seine Besserung schritt nur langsam voran. Nach seinem Anfall wurde das Album Igzabihir Yakal veröffentlicht, welches Broggs mit dem Musiker King Shiloh im Jahre 2001 in Amsterdam aufgenommen hatte.

## Diskografie
- Progressive Youth (1979)
- Rastafari Liveth (1982)
- Rise And Shine (1985)
- Cease The War (1987)
- Reasoning (1990)
- Reggae In Blues (1993)
- Peter Broggs Sings For The Children (1993)
- Rejoice (1997)
- Progressive Youth (Reissue) (1997)
- RAS Portraits: Peter Broggs (1997)
- Jah Golden Throne (2000)
- Jah Golden Throne Dubwise (2000)
- Never Forget Jah (2001)
- Igzabihir Yakal (2005)